# Zinaida Sieriebriakowa
Zinaida Jewgienijewna Sieriebriakowa (ros. Зинаи́да Евге́ньевна Серебряко́ва) z domu Lanceray (ros. Лансере) (ur. 12 grudnia 1884 w Neskucznoje zm. 19 września 1967 w Paryżu) –  rosyjska, a także francuska malarka. Znana głównie z obrazów olejnych przedstawiających kobiece akty, portrety, krajobrazy i sceny życia na wsi.

## Rodzina

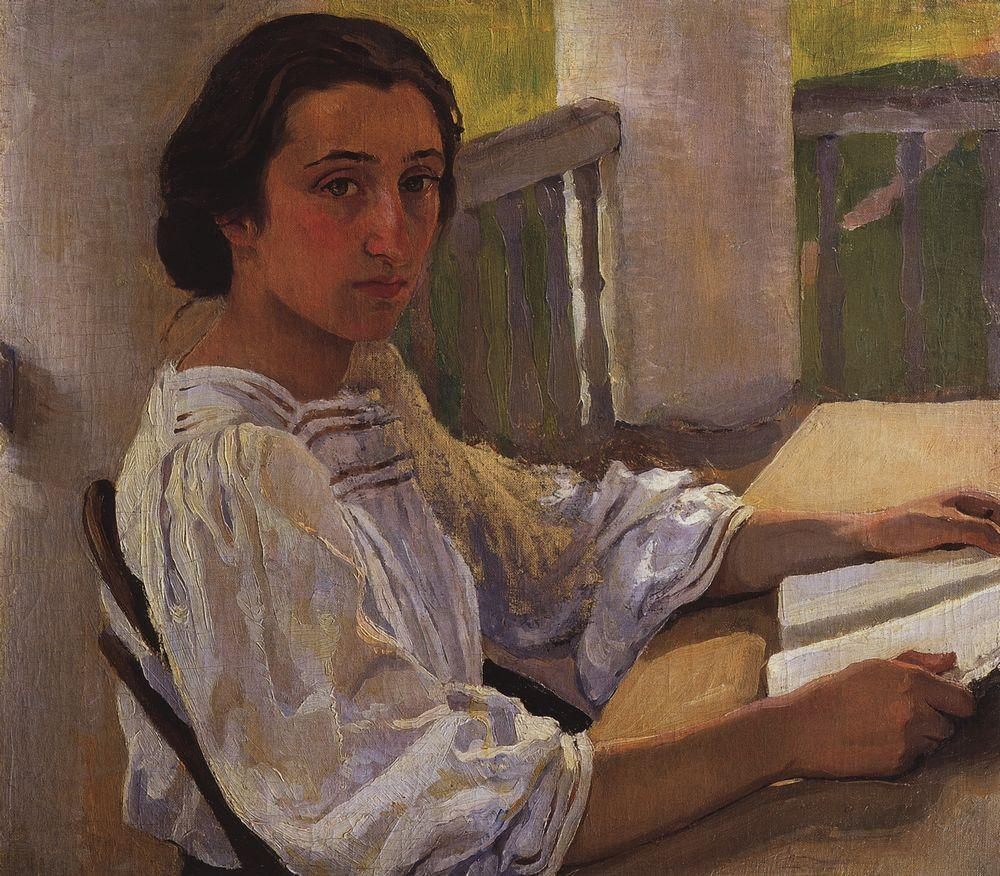
portret siostry, E.Solncewej (1914)

Zinaida Sieriebriakowa urodziła się w posiadłości Nieskucznoje niedaleko Charkowa w Imperium Rosyjskim (obecnie Ukraina) w rodzinie o tradycjach artystycznych.
Należała do artystycznej rodziny Benois-Lanceray. Jej dziadek Nikołaj Benois był znanym architektem, przewodniczącym Towarzystwa Architektów i członkiem Rosyjskiej Akademii Nauk. Jej wujek Aleksandr Benois był znanym malarzem, założycielem grupy artystycznej "Mir iskusstwa". Ojciec Jewgienij Nikołajewicz Lanceray był znanym rzeźbiarzem, a matka, siostra Aleksandra Benoisa, rysowała. Jeden z braci Zinaidy Nikołaj Lanceray był  architektem, a jej drugi brat, Jewgienij Lanceray był mistrzem malarstwa monumentalnego i grafiki. Jego prace zajmują ważne miejsce w sztuce rosyjskiej i radzieckiej.

## Dzieciństwo i młodość
W 1900 roku ukończyła żeńskie gimnazjum i wstąpiła do szkoły artystycznej założonej przez księżniczkę Marię Tieniszewą. W 1901 roku studiowała pod kierunkiem Ilji Riepina, a w latach 1903-1905 pod kierunkiem portrecisty Osipa Braza. W latach 1902–1903 przebywała we Włoszech, a w latach 1905-1906 studiowała w Académie de la Grande Chaumière w Paryżu.
W 1905 roku wyszła za mąż za swojego kuzyna Borisa Sieriebriakowa i przyjęła jego nazwisko. Boris został inżynierem kolejnictwa.

## Wczesne prace

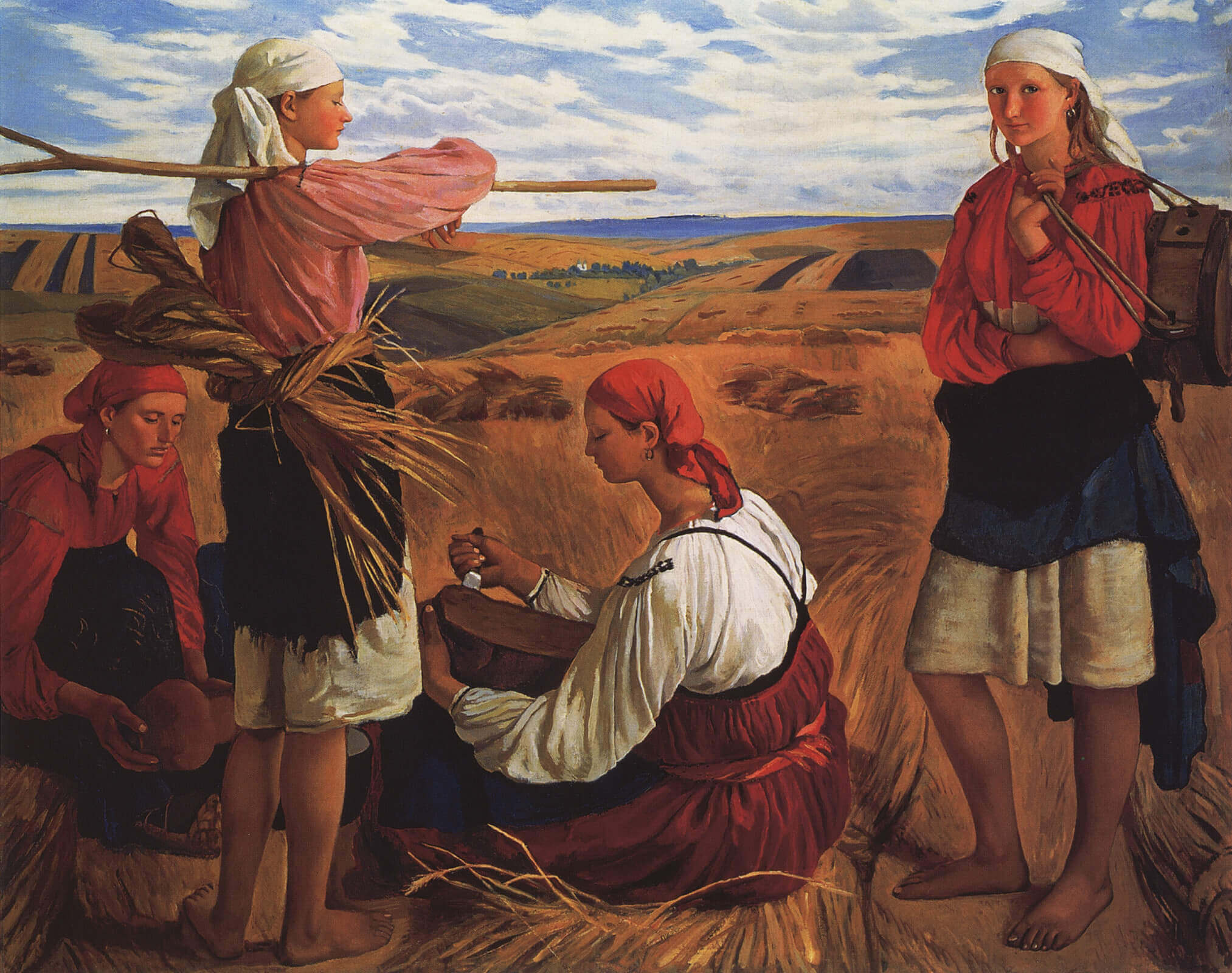
Żniwa (1915)

Malarka ukształtowała się stylistycznie w Petersburgu. Jej najwcześniejsze prace - Wiejska dziewczyna (1906, Muzeum Rosyjskie) i Sad w kwiatach (1908, kolekcja prywatna),świadczą o poszukiwaniu i świadomości piękna rosyjskiej ziemi i jej mieszkańców. Prace te są etiudami wykonanymi z natury i choć była wtedy młoda, widoczne już są jej niezwykły talent i śmiałość.
Szerokie uznanie opinii publicznej przyszło z autoportretem Sieriebriakowej Przy toalecie (1909, Galeria Tretiakowska), po raz pierwszy pokazanym na dużej wystawie zorganizowanej przez Związek Artystów Rosyjskich w 1910 roku. Po autoportrecie przyszły Kąpiąca się (1911, Muzeum Rosyjskie), Portret J.K. Lanceray (1911, kolekcja prywatna) i portret matki malarki Jekatierina Lanceray (1912, Muzeum Rosyjskie) – wszystko to już dojrzałe prace.
W 1911 roku malarka dołączyła do ruchu "Mir iskusstwa". Na tle innych członków grupy wyróżniała się zamiłowaniem do prostych, ludowych tematów oraz ze względu na harmonię, plastyczność i charakter obrazów.
W latach 1914–1917 Zinaida Serebriakowa była już dojrzałą artystką. W ciągu tych lat stworzyła serię zdjęć na temat rosyjskiego życia wiejskiego, pracy chłopów i rosyjskiej wsi: Chłopi (1914-1915, Muzeum Rosyjskie), Śpiąca Chłopka (kolekcja prywatna). Najważniejszym z tych dzieł było BIelenie ubrań (1917, Galeria Tretiakowska), które ujawniło uderzający talent Zinaidy Sierebriakowej do prac monumentalnych. Postacie chłopskich kobiet przedstawione na tle nieba zyskują majestat i władzę na tle niskiego horyzontu.
Gdy w 1916 roku Aleksandr Benois otrzymał zlecenie dekoracji Dworca Kazańskiego w Moskwie, zaprosił do pomocy Jewgienija Lanceraya, Borysa Kustodijewa, Mstisława Dobużynskiego i Zinaidę Sieriebriakową. Malarka podjęła temat Orientu: Indie, Japonia, Turcja i Syjam są reprezentowane alegorycznie w postaci pięknych kobiet. W tym samym czasie zaczęła kompozycje na tematy z mitologii klasycznej, które pozostały niedokończone.

## W czasie rewolucji

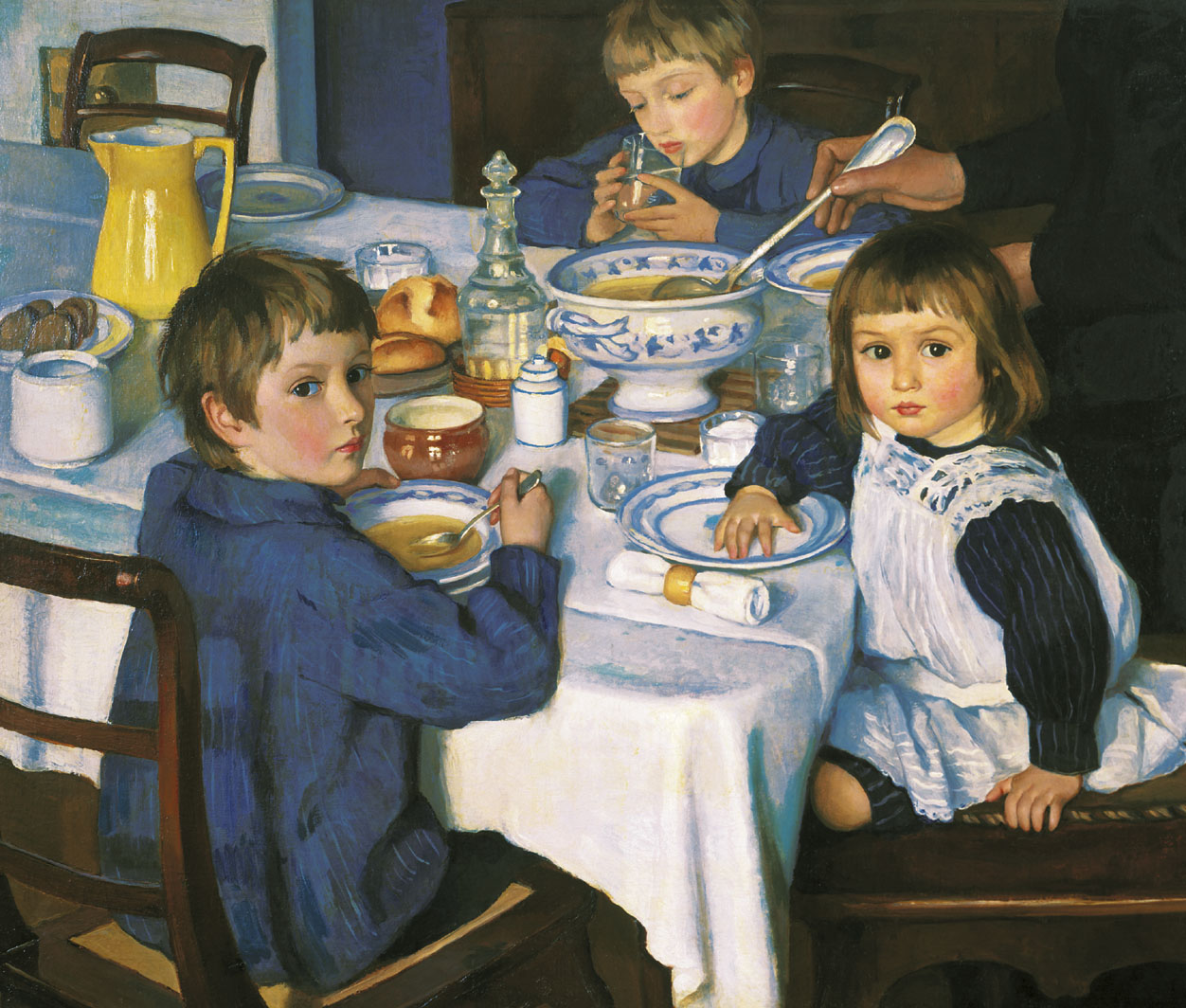
Przy śniadaniu (1914)

Po wybuchu rewolucji październikowej w 1917 roku, Sieriebriakowa przebywała w rodzinnej posiadłości Nieskucznoje. W 1919 roku jej mąż Borys zmarł na tyfus, którym zaraził się w  więzieniu. Została bez środków do życia, z czwórką swoich dzieci i chorą matką. Wszystkie zapasy w Nieskucznoje zostały splądrowane, więc rodzina cierpiała z głodu. Musiała zrezygnować z malarstwa olejnego na rzecz tańszych technik węgla drzewnego i ołówka. Był to okres, gdy powstał obraz Dom gry, który przedstawia jej czwórkę dzieci grającą w karty.
Po rewolucji artystka nie chciała przejść na styl futurystyczny, popularny w sztuce wczesnego okresu sowieckiego, ani też malować portretów komisarzy. Znalazła pracę w Muzeum Archeologicznym w Charkowie, gdzie wykonywała rysunki muzealnych eksponatów. W grudniu 1920 roku przeprowadziła się do mieszkania dziadka w Piotrogradzie. Po rewolucji październikowej mieszkańcy prywatnych mieszkań dzielili je z dodatkowymi lokatorami. Sierebriakowa mieszkała z artystami z Moskiewskiego Teatru Sztuki. Jej praca koncentrowała się w tym okresie na życiu teatralnym. W tym czasie córka Sierebriakowej, Tatiana, wstąpiła do akademii baletowej, a Sieriebriakowa stworzyła serię pasteli w Teatrze Maryjskim.

## Paryż

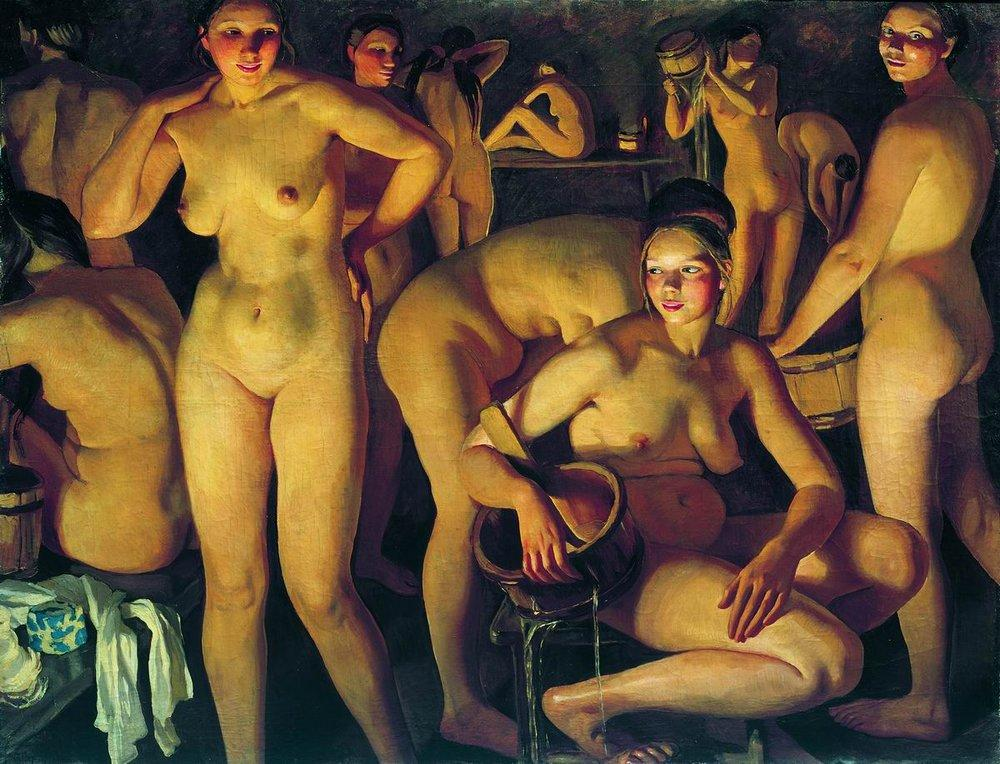
Łaźnia (1913)

Jesienią 1924 roku wyjechała do Paryża, gdzie otrzymała propozycję wykonania dużego dekoracyjnego muralu. Po zakończeniu tej pracy zamierzała wrócić do Związku Radzieckiego, gdzie pozostała jej matka i czwórka dzieci. Jednak nie była w stanie wrócić do kraju, lecz udało jej się zabrać do Paryża swoje młodsze dzieci, Aleksandra i Jekatierinę, w 1926 i 1928 roku. Dwoje starszych dzieci artystki, Jewgienij i Tatiana, zostali w  kraju i matka nie widziała ich ponownie przez wiele lat.
Po wyjeździe Zinaida Sieriebriakowa wiele podróżowała. W 1928 i 1930 wyjechała do Afryki, odwiedzając Maroko. Była zafascynowana krajobrazami północnej Afryki i malowała góry Atlas, a także arabskie kobiety w regionalnych ubraniach. Namalowała też cykl poświęcony rybakom bretońskim. Najważniejszą cechą jej późniejszych pejzaży i portretów jest  zamiłowanie do piękna w przyrodzie i w ludziach.
W 1947 roku przyjęła obywatelstwo francuskie. Dopiero po odwilży Chruszczowa rząd radziecki pozwolił jej wznowić kontakty z rodziną w Związku Radzieckim. W 1960 roku, po 36 latach przymusowej separacji, jej starszej córce Tatianie pozwolono się z nią spotkać. W tym czasie Tatiana pracowała również jako artystka, malując scenerię dla Moskiewskiego Teatru Sztuki.
W 1966 roku prace Zinaidy Sieriebriakowej zostały wystawione w Związku Radzieckim -  w Moskwie, Leningradzie i Kijowie, ku powszechnemu uznaniu. Jej albumy sprzedały się w milionach egzemplarzy, a malarka została porównana do Botticellego i Renoira. Artystka wysłała około 200 swoich prac do wystawienia w Związku Radzieckim, jednak większość jej prac pozostaje we Francji do dziś.
Zinaida Sieriebriakowa zmarła w Paryżu 19 września 1967 roku w wieku 82 lat. Została pochowana w Paryżu, na rosyjskim cmentarzu w Sainte-Geneviève-des-Bois.